# Východoněmecká mužská basketbalová reprezentace
Východoněmecká mužská basketbalová reprezentace reprezentovala NDR v mezinárodních soutěžích v basketbalu. Na mistrovství Evropy v basketbalu mužů 1953 startoval společný tým obou německých států, od roku 1955 vystupovala NDR samostatně. V roce 1969 přijalo východoněmecké politbyro program Leistungssportbeschluss, podle něhož měly přednostní nárok na státní podporu sporty, v nichž je možno získat co nejvíce olympijských medailí. To vedlo k úpadku basketbalu v NDR, reprezentace se odhlásila z mistrovství Evropy v basketbalu mužů 1969 a v roce 1973 byla rozpuštěna.

## Mistrovství světa
| Rok/pořádající země | Účast                           |
| ------------------- | ------------------------------- |
| MS 1950 Argentina   | Ne                              |
| MS 1954 Brazílie    | Ne                              |
| MS 1959 Chile       | Ne                              |
| MS 1963 Brazílie    | Ne                              |
| MS 1967 Uruguay     | Ne                              |
| MS 1970 Jugoslávie  | Ne                              |
| MS 1974 Portoriko   | Ne                              |
| MS 1978 Filipíny    | Ne                              |
| MS 1982 Kolumbie    | Ne                              |
| MS 1986 Španělsko   | Ne                              |
| MS 1990 Argentina   | Ne                              |
| Celkem              | Účast – 0× · – 0× · – 0× · – 0× |

## Mistrovství Evropy
| Rok/pořádající země | Účast                           |
| ------------------- | ------------------------------- |
| ME 1951 Francie     | Ne                              |
| ME 1953 SSSR        | Ne                              |
| ME 1955 Maďarsko    | Ne                              |
| ME 1957 Bulharsko   | Ne                              |
| ME 1959 Turecko     | 14. místo                       |
| ME 1961 Jugoslávie  | 12. místo                       |
| ME 1963 Polsko      | 6. místo                        |
| ME 1965 SSSR        | 10. místo                       |
| ME 1967 Finsko      | 14. místo                       |
| ME 1969 Itálie      | Ne                              |
| ME 1971 Německo     | Ne                              |
| ME 1973 Španělsko   | Ne                              |
| ME 1975 Jugoslávie  | Ne                              |
| ME 1977 Belgie      | Ne                              |
| ME 1979 Itálie      | Ne                              |
| ME 1981 ČSSR        | Ne                              |
| ME 1983 Francie     | Ne                              |
| ME 1985 Německo     | Ne                              |
| ME 1987 Řecko       | Ne                              |
| ME 1989 Jugoslávie  | Ne                              |
| Celkem              | Účast – 0× · – 0× · – 0× · – 0× |

## Olympijské hry
| Rok/pořádající země | Účast                           |
| ------------------- | ------------------------------- |
| Helsinky 1952       | Ne                              |
| Melbourne 1956      | Ne                              |
| Řím 1960            | Ne                              |
| Tokio 1964          | Ne                              |
| Mexiko 1968         | Ne                              |
| Mnichov 1972        | Ne                              |
| Montreal 1976       | Ne                              |
| Moskva 1980         | Ne                              |
| Los Angeles 1984    | Ne                              |
| Soul 1988           | Ne                              |
| Celkem              | Účast – 0× · – 0× · – 0× · – 0× |